# Свети Четиридесет мъченици (Велико Търново)
Вижте пояснителната страница за други значения на Свети четиридесет мъченици.
„Свети Четиридесет мъченици“ е българска православна църква, известен паметник на Търновската художествена школа. Намира се в подножието на крепостта Царевец във Велико Търново. Храмът е паметник на културата и е тясно свързан с историята на България.

## История, архитектурни и художествени особености
Църквата е най-известният средновековен български паметник във Велико Търново. Построена е и стенописана по времето на българския цар Иван Асен II върху по-малка църква вероятно посветена на Богородица, в чест на голямата му победа в Битката при Клокотница на 9 март 1230 г. (деня на Свети 40 севастийски мъченици) над епирския деспот Теодор Комнин. През XIII – XIV век е главна църква на манастира „Великата лавра“. Църква носеща името на светците войни е издигната от българския цар и на хълма Малкия Хасара до днешното село Сталево, Хасковско, откъдето според преданието той ръководи сражението. Селото, подобно на старопрестолния град, празнува своя църковен празник в деня на Светите 40 мъченици. На върха на Малкия Хасара в местността „Черковището“ стар оброчен камък с кръст бележи мястото на някогашната крепостна църква. На този ден по стар обичай хората се изкачват на Голям Хасар и хвърлят камък в посока Клокотница изричайки думите: „Трижде анатема кир Теодор Комнине!“
Църквата в Търново се състои от следните части:
- продълговата базилика с 6 колони, поставени в 2 реда, 3 полукръгли апсиди и тесен притвор от запад; и
- пристройка – костница, мавзолей, построена по-късно към западната ѝ страна.
- две галерии, построени от юг и от север

Съхранените части от църквата дават възможност да се установи първоначалната и архитектурна концепция. Тя е била 3-апсидна правоъгълна сграда (14,65 х 11,7 м).
Църквата е силно разрушена при земетресението от 1327 г. Възстановена е през първата половина на XIV век, като впоследствие е преустройвана и достроявана.
Достигналата до наши дни живопис е от северната половина на западната страна на притвора. От запазените стенописи интерес представляват „Св. Елисавета Млекопитателница с младенеца Йоан“ (над входа) и „Св. Анна Млекопитателница“ (над входа от притвора в църквата). Върху останалото пространство на западната стена на притвора са представени отделни композиции – картинен календар, от който са запазени 4 реда за месеците май, август, ноември. Запазените стенописи най-вероятно са от втората половина на XIII век.
В годините на османското господство, вероятно до първата половина на XVIII в., църквата се запазва като християнска. С превръщането ѝ в джамия стенописите, иконите и иконостасът са унищожени. През 1853 г. претърпява промени и самата постройка.
В църквата „Свети Четиридесет мъченици“ се намират едни от най-значителните старобългарски епиграфски паметници – Омуртаговата, Асеновата и граничната колона от крепостта Родосто от времето на хан Крум.
Надписът на Асеновата колона е посветен на голямата победа на българите от 1230 г. при Клокотница. Изписана е в 13 реда на български език:
„В лето 6738 (1230) индикт III, аз Иван Асен в Христа бога верен цар и самодържец на българите, син на стария Асен, издигнах из основи и с живопис украсих докрай пречистата тази църква в името на светите четиридесет мъченици, с по-мощта на които в дванадесетата година от царуването си, в която година се изписваше този храм, излязох на бран в Романия и разбих гръцката войска, а самият кир Теодор Комнин взех в плен с всичките му боляри. И цялата му земя от Одрин до Драч, превзех, гръцка, още арбанашка и сръбска, а пък градовете, които се намираха около Цариград и самия този град владееха фръзите, но и те се покоряваха под ръката на моето царство, понеже нямаха друг цар освен мене и благодарение на мене прекарваха дните си, като бог заповяда, понеже без него нито дело, нито слово се извършва. Нему слава навеки. Амин.“
Пръв снема препис от Асеновата колона д-р Христо Даскалов през 1858 г. Точно копие от надписа още същата година той дава на Георги Раковски и изпраща на А. Хилфердинг, на руския славист Срезневски и на проф. О. М. Бодянски, който като него го публикува през следващата 1859 г. През 1860 г. надписа публикува и Г. С. Раковски.
Срещу Асеновата колона е Омуртаговата със следния надпис:
„Кан ювиги Омуртаг, направих преславен дом на Дунава и като измериш (разстоянието) между двата всеславни дома, направих на средата могила. От самата среда на могилата до стария ми дворец има 20 000 разтега и до Дунава има 20 000 разтега. Споменатата пък могила е всеславна и като измериха земята, направих тези писмена. Човекът дори и добре да живее умира и друг се ражда. Нека роденият по-късно, като разгледа тези (писмена), да си спомни този, който ги е направил. Името пък на владетеля е Омуртаг, кан ювиги. Дано бог да му даде да преживее сто години“.
Колоната от крепостта Родосто е обърната наопаки и затова надписът се намира на долния и край. Той гласи: „+ Крепост Родосто“.
Събирането на тези колони с надписи за събития от различно време (Първата и Втората българска държава) има за цел да подчертае по категоричен начин приемствеността на българските държавнически традиции.
На 18 май 1888 г. в тази църква е извършено бракосъчетанието на министър-председателя на България Стефан Стамболов с Поликсени Костаки-Станчова от Свищов. След като годежът е направен в Свищов, гостите пристигат с 40 файтона в търновската светиня, където е извършен църковният ритуал.
На 22 септември 1908 г. в същата църква княз Фердинанд I обявява Независимостта на България.
В църквата са погребани цар Калоян, цариците Анна Мария и Ирина, Свети Сава Сръбски, както и много други членове на царското семейство и българската аристокрация. Тленните останки на Калоян са тържествено препогребани в църквата на 19 април 2007 г. – 800 г. след неговата смърт.
Църквата е обявена за народна старина (ДВ, бр. 69/1927), архитектурно-строителен паметник на културата с национално значение (ДВ, бр. 102/1964) и художествен паметник на културата с национално значение (декл. писмо № 2586/05.07.1979).
Църквата носи името на „Свети Четиридесет мъченици Севастийски“. Православната църква чества деня на светците на 9 март.

## Погребани
Вътре в църквата:
- Хан Кубрат - (символичен гроб)
- Хан Аспарух - (символичен гроб)
- Свети Сава Сръбски
- Цар Ивайло - (символичен гроб)
- Цар Георги I Тертер - (символичен гроб)
- Цар Михаил III Шишман Асен - (символичен гроб)

Извън църквата:
- Цар Калоян
- Бесар
- Доброслав
- Сено

## Проучване и реставрация
Първите опити за проникване в „Теке джамиси“ се отнасят към 1850-те години (д-р Берон – 1857, и д-р Хр. Даскалов – 1858). След Освобождението започват и първите археологически разкопки (1906 и 1914).
Системните археологически проучвания започват през 1969 г. Извънредно голям интерес предизвиква откритото през октомври 1972 г. Калояново погребение. То е на мъж, висок около 1,9 м, в богато воинско облекло, украсено със сложна шевица с вплетена златна сърма и бисери, на ръката със запазен масивен златен пръстен-печат, тежащ 61,1 гр, на който има хералдично изображение на барс и надпис в негатив „Калоянов пръстен“. Със същия хералдичен знак през 1981 г. е открит и печат – неопровержимо доказателство за гербовия знак на българите при Асеновци.
Проучването на манастирския комплекс „Великата лавра“ е завършено. Изяснена е сложната укрепителна система на средновековния град. Определена е последователността на строежите, които започват от XI в. Получен е нов материал в подкрепа на тезата за пръстена на цар Калоян – намерени са много латински имитативи и е открит цял некропол, свързан с манастира, който е строен преди Иван Асен II.
Църквата в днешния си вид е резултат на преустройство и строителство на нови части към нея – притвор, екзонартекс и галерии, които основно са променили първоначалния ѝ вид.